# Pora na Telesfora (album)
Pora na Telesfora – słuchowisko muzyczne z 1977 roku, nawiązujące do telewizyjnego programu dla dzieci Pora na Telesfora. Tekst do słuchowiska napisała Wanda Szerewicz. Album ukazał się nakładem Polskich Nagrań "Muza" w postaci płyty gramofonowej (nr kat. SX 1474) oraz kasety magnetofonowej. W późniejszych latach doczekał się wznowienia na CD, w nowej szacie graficznej. Całość nagrania trwa niecałe 34 minuty.

## Lista utworów
Strona A
1. „Zaczęło się wszystko od tego”
muz. Stanisław Czarnecki – sł. Anna Chodorowska
2. „Cztery zielone słonie”
muz. Lucjan Marian Kaszycki – sł. Anna Świrszczyńska
3. „W zielonych oczach matki”
muz. Witalis Raczkiewicz – sł. Tadeusz Kubiak
4. „Jarzębina”
muz. Adam Markiewicz – sł. Anna Chodorowska

Strona B
1. „Marzenie smoka Teodora”
muz. Edward Pałłasz – sł. Anna Chodorowska
2. „Różowe okulary”
muz. Witalis Raczkiewicz – sł. Anna Chodorowska
3. „Tam – tam”
muz. Henryk Kaszczyc – sł. Wanda Chotomska
4. „Dwaj piraci piegowaci”
muz. Zbigniew Rymarz – sł. Wanda Chotomska
5. „Kucharz”
muz. Tomasz Śpiewak – sł. Jacek Fedorowicz
6. „W Bańkowicach”
muz. Jerzy Wasowski – sł. Wanda Chotomska
7. „Przysmaki”
muz. Witalis Raczkiewicz – sł. Wanda Szerewicz

## Wykonawcy
- Telesfor – Hubert Antoszewski
- Teodor – Stefan Pułtorak
- Pan (Pan Zygmunt) – Zygmunt Kęstowicz

Zespół instrumentalny pod kierownictwem Witalisa Raczkiewicza

## Realizacja
- reżyser nagrania – Jacek Złotkowski
- operator dźwięku – Michał Gola

## Oprawa graficzna (wyd. oryginalne)
- proj. graf. – Danuta Przymanowska
- zdjęcie na tylnej stronie okładki – N. Czerwiński
- druk okładki – ŁDA